# George Male
George Male (Londra, 8 maggio 1910 – 19 febbraio 1998) è stato un calciatore inglese, di ruolo difensore.

## Palmarès

### Club

#### Competizioni nazionali
- Campionato inglese: 6

Arsenal: 1930-1931, 1932-1933, 1933-1934, 1934-1935, 1937-1938, 1947-1948
- Coppa d'Inghilterra: 2

Arsenal: 1929-1930, 1935-1936
- Community Shield: 2

Arsenal: 1930, 1931, 1933, 1934, 1938